# Puerarie

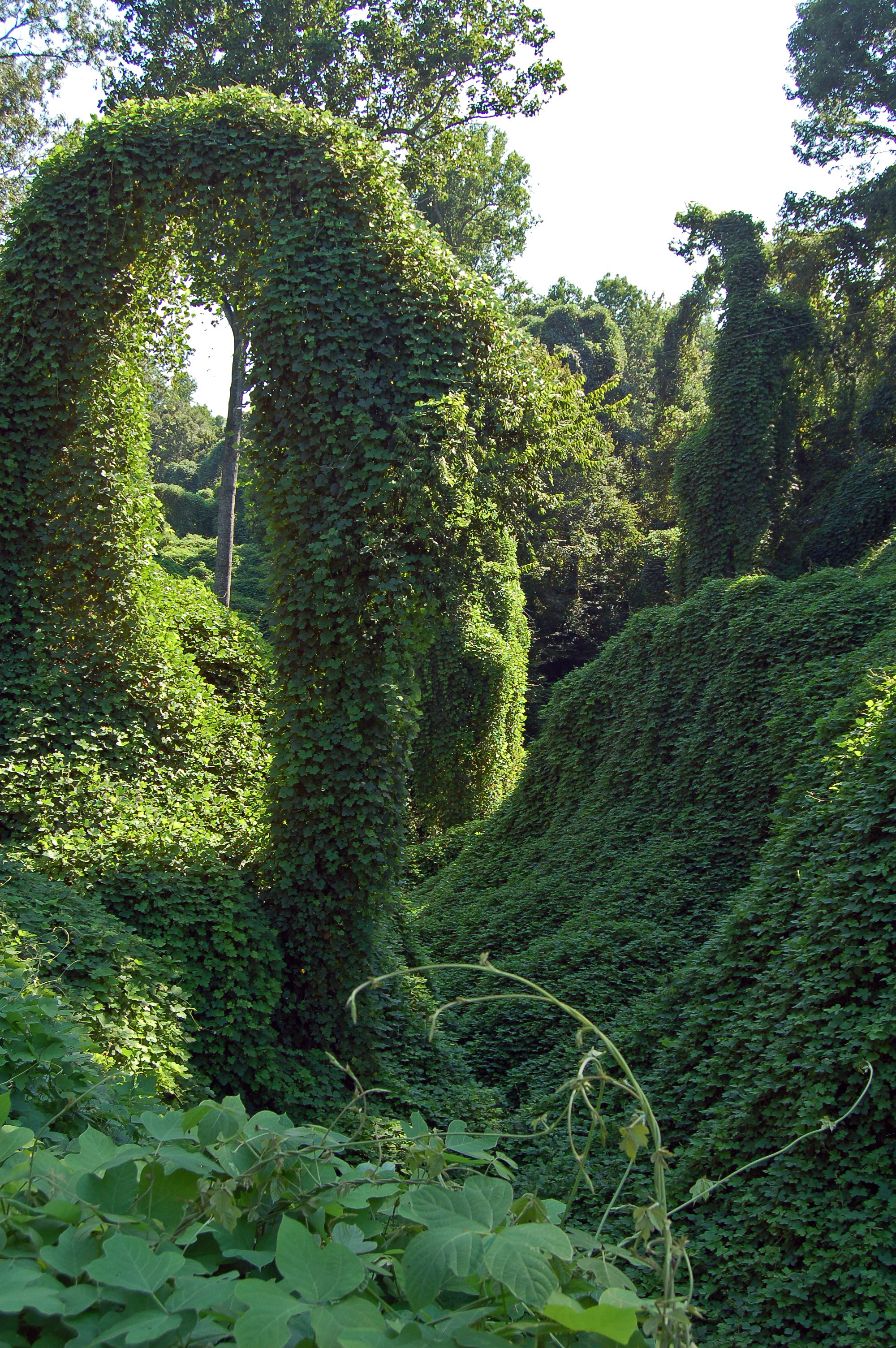
Zdivočelá puerarie Thunbergova

Puerarie (Pueraria) je rod rostlin z čeledi bobovité (Fabaceae). Jsou to popínavé byliny a keře s trojčetnými listy, pocházející z Asie. Některé druhy jsou jedlé nebo mají využití v medicíně. V některých oblastech tropů a subtropů náležejí puerarie mezi silně invazivní rostliny.

## Popis
Puerarie jsou popínavé byliny nebo keře, často s hlízovitými kořeny. Listy jsou trojčetné, s velkými celistvými nebo laločnatými lístky které mají na bázi palisty. Květenství jsou úžlabní hrozny nebo laty, často s prodlouženou stopkou květenství, případně několik hroznů nahloučených na koncích větví. Květy jsou modré nebo purpurové. Kalich je zvonkovitý, horní 2 zuby jsou srostlé v celistvý nebo rozštěpený pysk. Koruna je delší než kalich. Pavéza má 2 zahnutá ouška. Tyčinek je 10, jedna je s ostatními srostlá jen do poloviny, řidčeji je celá volná. Semeník je téměř přisedlý, s mnoha vajíčky a nitkovitou čnělkou zakončenou hlavatou bliznou. Lusky jsou podlouhlé, bez nebo s přehrádkami mezi zploštělými semeny.

## Rozšíření
Rod zahrnuje asi 20 druhů rozšířených v tropické a východní Asii. Některé druhy, např. Pueraria phaseoloides a Pueraria montana, se rozšířily i do jiných klimaticky příhodných oblastí tropů a subtropů.

## Taxonomie
Rod Pueraria je v současné taxonomii čeledi bobovitých řazen do tribu Phaseoleae.

## Obsahové látky
V kořenech puerarie Thunbergovy (Pueraria montana var. lobata) byl zjištěn obsah glykosidů se silnou antioxidační aktivitou, dále puerarol, různé flavony aj. Z květů byly izolovány isoflavonoidy, triterpenoidní saponiny a deriváty tryptofanu. V kořenech Pueraria montana var. thomsonii byly zjištěny isoflavony puerarin, daidzein a daidzin, listy jsou bohaté na aminokyseliny (zejm. asparagin) a adenin. Z kořenů Pueraria thunbergiana bylo izolováno více než 25 různých flavonoidů a isoflavonoidů, mezi nimi daidzein, daidzin a puerarin. Listy obsahují kyselinu glutamovou a butyrovou, adenin a asparagin.

## Invazivita
Puerarie se v některých oblastech tropů a subtropů chovají jako invazní rostliny. Puerarie Thunbergova je uvedena na seznamu 100 nejhorších invazních druhů světa. Její neblahý vliv se na východě USA projevuje např. snížením produktivity lesních plantáží, dušením a likvidací přirozené vegetace a znesnadňováním přístupu do oblastí, kde roste.

## Zástupci
- puerarie Thunbergova (Pueraria lobata, syn. P. montana var. lobata)

## Význam
Puerarie jsou schopny zcela pokrýt rozsáhlou plochu včetně stromové vegetace, elektrického vedení a pod. Pueraria phaseoloides je používána jako krycí rostlina, krmivo a zelené hnojení.
Puerarie Thunbergova má jedlé hlízy, mimo to je využívána jako krycí rostlina a krmivo. Je známa jako kudzu a pochází z Japonska a Číny, odkud se rozšířila do tropů celého světa. Z lodyh se v Číně získávají vlákna, zpracovávaná na žlutou látku zvanou gehbu. Z P. montana var. thomsonii je získáván škrob a je používána jako zelenina.
Některé druhy puerarie mají využití v lokální medicíně.
Kořeny P. montana var. thomsonii mají antipyretické účinky a jsou ve vietnamské medicíně používány k léčení horečky, chřipky, bolestí hlavy, ošetřování nežitů a zevně i vnitřně při hadím kousnutí. Podobné využití má i P. thunbergiana na Filipínách. Puerarie Thunbergova je v tradiční čínské medicíně využívána jako antipyretikum a spasmolytikum. V indické medicíně je Pueraria phaseoloides používána zevně při ošetřování vředů a opařenin.
V poslední době se v ČR objevily kosmetické přípravky obsahující výtažek z Pueraria mirifica s údajným účinkem na zvětšení a zpevnění poprsí a na růst vlasů. Klinické studie sice potvrdily účinky podobné estrogenu, lékařská literatura však neposkytuje žádné údaje o omlazujících účincích. V lékařství je tato rostlina používána při menopauze, rakovině a osteoporóze.